# Государственный университет Занзибара
Государственный университет Занзибара (англ. State University of Zanzibar, суахили Chuo Kikuu cha Taifa cha Zanziba; SUZA) — высшее учебное заведение в округе Мбвени района Мджини в регионе Мджини Мгахариби на острове Унгуджа на Занзибаре, Танзания.

## История
Университет был основан актом Палаты представителей Занзибара в 1999 году и начал свою работу 22 мая 2002 года.

## Факультеты
Университет состоит из Школы суахили и иностранных языков (IKFL), Школы непрерывного и профессионального образования (SCOPE), Школы образования (SE), Школы естественных и социальных наук (SNSS) и Компьютерного центра (CC). Дополнительные институты и школы будут открываться в будущем в соответствии с требованиями Закона и по мере роста университета.
В Институте суахили и иностранных языков в течение ряда лет преподаются суахили, арабский, английский, испанский, португальский, французский и немецкий языки, а также суахили для иноязычных.

## Рейтинг
По данным EduRank, университет занимает 11-е место в Танзании, 277-е место в Африке и 6761-е место в мире (по состоянию на февраль 2024 года).